# Xawery Żuławski
Xawery Żuławski (sinh ngày 22 tháng 12 năm 1971 tại Warszawa) là một đạo diễn Ba Lan.
Xawery Żuławski tốt nghiệp Trường Điện ảnh Quốc gia ở Łódź vào năm 1995. Anh là con trai của nữ diễn viên Małgorzata Braunek và đạo diễn Andrzej Żuławski. Bộ phim điện ảnh thứ hai của Xawery Żuławski là Wojna polsko-ruska (2009) đã xuất sắc giành giải nhất trong cuộc thi Phim điện ảnh mới của Ba Lan tại Liên hoan phim Chân trời mới lần thứ 9 ở Wrocław. Năm 2013, anh từng nói rằng anh có dự định đạo diễn cuốn tiểu thuyết mang tên "Zły" của Leopold Tyrmand.
Xawery Żuławski kết hôn với Maria Strzelecka. Cặp đôi có hai người con: con trai Kaj Żuławski (sinh năm 2002) và con gái Jagna Żuławska (sinh năm 2009).

## Thành tích nghệ thuật

### Đạo diễn
- Wiadomość od Jimiego (1993)
- Europe 99euro-films2 (2003)
- Chaos (2006)
- Wojna polsko-ruska (2009), dựa trên tiểu thuyết của Dorota Masłowska
- Diagnoza (2017), sê-ri phim truyền hình
- Mowa ptaków (2019), dựa trên kịch bản của Andrzej Żuławski

### Kịch bản
- Wiadomość od Jimiego (1993)
- Europe 99euro-films2 (2003)
- Chaos (2006)
- Wojna polsko-ruska (2009), dựa trên tiểu thuyết của Dorota Masłowska

### Diễn viên
- La Fidélité (2000)
- Portret podwójny (2000)
- Bellissima (2001)